# Tūranganui River
Der Tūranganui River ist mit nur 1.200 m Länge der kürzeste Fluss von Neuseeland.

## Geographie
Er wird durch den Zusammenfluss von Taruheru River und Waimata River mitten in Gisborne gebildet und fließt neben dem Hafen in die Tūranganui-a-Kiwa / Poverty Bay.

## Sehenswürdigkeiten
Er wird von einer Straßenbrücke (Wainui Road) und einer Eisenbahnbrücke (Museumseisenbahn Gisborne – Muriwai) überquert. Die Durchfahrtshöhe ist so gering, dass nur kleine Boote auf dem Fluss passieren können.
In der Nähe der Mündung stehen am rechten Flussufer sowohl eine Captain Cook Statue als auch eine Young Nick Statue (der Schiffsjunge, der die Felsen der Tūranganui-a-Kiwa / Poverty Bay zuerst sah) als Erinnerung an die ersten Europäer, die diesen Platz gesehen haben.